# Districte de Carabayllo
Carabayllo és un districte de la província de Lima, Perú. Està situat al nord de la província i va ser fundat pel General José de San Martín l'agost de 1821 i en aquella època era l'únic districte al nord del Riu Rímac fins a la Província de Canta.

## Límits
Voreja al nord i a l'est amb la Província de Canta, a la Regió de Lima, el sud amb els Districte de Comas i Districte de San Juan de Lurigancho, i a l'oest amb els de Districte de Puente Piedra i Districte de Ancón.

## Història
Carabayllo va ser el primer districte creat pel decret a la Província de Lima pel General José de San Martín en l'era de la independència el 4 d'agost de 1821. En aquella època el districte ocupava el nord de la vall de Chillón del Riu Rímac fins a la província Canta. Durant els anys el districte va perdre gran part del seu territori cap a districtes de nova creació que seguien el creixement d'activitat econòmica i el creixement de la població en l'àrea. Aquest procés començava el 1874 quan es va crear el districte d'Ancón era creat fins al 1961 quan es va crear el districte de Comas o el 1969 quan el districte de Ventanilla es va fundar a la veïna Província del Calla. Carabayllo encara roman el districte més gran a Lima amb una àrea de 346 km² i una població d'aproximadament 200.000 habitants.
Carabayllo és una zona d'expansió recent a la ciutat. La carretera principal que connecta el districte amb la resta de la metròpoli és l'Avinguda Tupac Amaru.
És a 238 metres sobre el nivell del mar. El seu nivell econòmic social es constitueix principalment per classes mitjanes i baixes.